# Croton truxillanus
Espèce
Croton truxillanus est une espèce de plantes à fleurs du genre Croton et de la famille des Euphorbiaceae, présente au Venezuela.
Il a pour synonyme :
- Croton leptostachyus var. truxillanus, (Pittier) Croizat